# Испанские Бурбоны
Испа́нские Бурбо́ны (исп. Casa de Borbón en España) — ветвь французского рода Бурбонов, правящая королевская династия в Испании, находящаяся на троне с 1700 года и утвердившаяся на нём в 1713 году, закончив Войну за испанское наследство на условиях отказа испанских Бурбонов от французского престола.

## Бурбоны на испанском троне

### Права на трон
Через брак Людовика XIII с дочерью испанского короля Филиппа III (1598—1621) Анной Австрийской и брак Людовика XIV с дочерью его преемника Филиппа IV (1621—1665) Марией-Терезией Австрийской Бурбон-Вандомы породнились с испанскими Габсбургами, что позволило им после кончины бездетного короля Карла II (1665—1700) выдвинуть притязания на престол Испании; 1 ноября 1700 года его занял внук Людовика XIV герцог Филипп Анжуйский (род. 1683) под именем Филиппа V, который стал основателем династии испанских Бурбонов. Филипп V смог вернуть корону в борьбе с коалицией европейских держав (см. война за испанское наследство), однако по условиям Утрехтского мира 1713 ему пришлось отказаться за себя и за своё потомство от прав на корону Франции.

### Бурбоны в Испании до1808 года
Бурбоны правили в Испании до Байонского отречения:
- Филипп V (1700—1724, 1724—1746), его сыновья:
- Луис I (1724);
- Фердинанд VI (1746—1759);
- Карл III (1759—1788) и сын последнего:
- Карл IV (1788—1808).

После мятежа в Аранхуэсе Карл IV 19 марта 1808 года отрёкся от престола, но Наполеон I помешал воцарению его старшего сына и наследника Фердинанда, во время свидания в Байонне он заставил Карла IV (6 мая) и Фердинанда (10 мая) отказаться от прав на испанскую корону и передал её своему брату Жозефу Бонапарту (6 июня). Поражения Наполеона I в 1812—1813 открыли путь к реставрации испанских Бурбонов: по договору в Валансэ (en:Treaty of Valençay) 8 декабря 1813 года французский император признал испанским королём Фердинанда, который занял престол 13 мая 1814 года и стал править как Фердинанд VII (1814—1833).

### Бурбоны в XIX веке и в начале XX века
19 марта 1830 года Фердинанд VII изменил закон о престолонаследии, предоставив право на него и женщинам. Благодаря этому корона после смерти Фердинанда VII перешла не к его брату дону Карлосу Старшему (1788—1855), а к дочери Изабелле II (1833—1868).
Дон Карлос вместе со своими сторонниками, (карлистами), поднял мятеж, подавленный только спустя семь лет (Первая Карлистская война 1833—1840). В результате Сентябрьской революции 1868 года Изабелла II была свергнута и 30 сентября бежала во Францию. Конституция 1 июня 1869 года сохранила монархию, но лишила Бурбонов права на престол. Однако государственный переворот 29 декабря 1874 года привёл к реставрации Бурбонов: корону получил Альфонс XII (1874—1885), сын Изабеллы II и её двоюродного брата Франсиско (1822—1902), чьим отцом был Франсиско де Паула, герцог Кадисский (1794—1865), восьмой сын Карла IV и основатель линии Бурбон-Кадис.
Наследовавший Альфонсу XII в 1886 году его единственный сын Альфонс XIII после победы республиканцев и социалистов на муниципальных выборах 12 апреля 1931 года покинул Испанию; конституция 9 декабря 1931 года ликвидировала монархический строй.

### Реставрация Бурбонов в1975 году
Установившийся в результате гражданской войны 1936—1939 режим Франсиско Франко на основе итогов референдума 6 июня 1947 года провозгласил Испанию монархией (26 июня 1947), однако это была монархия без монарха, генералиссимус Франко провозглашался пожизненным регентом Испании. Только 23 июля 1969 года Франсиско Франко назначил наследником испанского престола принца Хуана Карлоса (род. 1938), внука Альфонса XIII, в обход его отца графа Хуана Барселонского, даровав Хуану Карлосу титул принца Испанского, а не принца Астурийского — традиционный титул для наследника престола. 22 ноября 1975 года, после смерти диктатора, он стал королём Испании.

## Другие ветви испанских Бурбонов
Испанские Бурбоны — самый разветвлённый дом Бурбонов. На данный момент в доме насчитывается несколько боковых ветвей, которые ведут своё начало от нескольких испанских королей.
Боковые ветви Испанского дома:
- Карлистская ветвь (потомки инфанта дона Карлоса Старшего, младшего сына Карла IV Испанского; угасла в 1936 году);
- Габриелистская ветвь (потомки инфанта дона Габриеля, сына Карла III Испанского), герцоги де Марчена, де Дуркаль, де Ансола — гранды Испании I класса;
- Франсисканская ветвь (потомки инфанта дона Франциско де Паула де Бурбон, сына Карла IV Испанского), герцоги Кадисские, Севильские — гранды Испании I класса;
- Бурбон-Орлеанская ветвь (потомки инфанты доньи Луизы Фернанды, дочери Фердинанда VII Испанского), герцоги де Галлиеры — гранды Испании I класса;
- Марианская ветвь (потомки инфанты доньи Марии де Лас Мерседес, дочери Альфонса XII Испанского), герцоги Калабрийские, Сиракузские и ди Салерно — Инфанты Испании;
- Терезианская ветвь (потомки инфанты доньи Марии Тересы, дочери Альфонса XII Испанского);

### Карлистская ветвь
Карлистская ветвь — ветвь Испанских Бурбонов, ведущая своё начало от второго сына Карла IV и Марии Луизы Пармской, инфанты дона Карлоса Старшего.
Карлистское движение не прекратилось после 1840 года. В 1845 году Карлос Старший передал свои права старшему сыну графу Карлосу де Монтемолин (1818—1861), который, однако, отказался от них, когда в 1860 году попал в плен при попытке высадиться в Испании. Карлистские права перешли к его брату Хуану Карлосу, графу де Монтисону, который так же отказался от них, и передал их своему сыну Карлосу Марии, первому герцогу Мадридскому. Хуан Карлос, граф де Монтисон, в 1883 году, после смерти графа де Шамбор, стал фактически главой дома Бурбонов и претендентом на французский трон.
В 1872 году внук Карлоса Старшего Карлос Младший, герцог Мадридский (1848—1909), развязал Вторую Карлистскую войну, но также потерпел поражение (1876). В 1883 году его отец Хуан Карлос, граф де Монтисон (1822—1887), старший представитель карлистской ветви, объявил себя претендентом на французский престол в связи с прекращением линии Бурбон-Вандомов. После смерти Карлоса Младшего в 1909 году притязания на французскую и испанскую короны унаследовал его сын Хайме, второй герцог Мадридский, а затем брат Альфонсо, герцог де Сан Хайме (1849—1936), с которым пресеклась карлистская ветвь. Несмотря на это, карлисты в 1936 году отказались признать главой испанских Бурбонов Альфонса XIII и выдвинули новым кандидатом Франческо Саверио Бурбон-Пармского (1889—1977); ныне карлистским претендентом является его старший сын Карлос Уго (1930—2010). Одним из претендентов на трон до 2014 года являлась родственница Карлоса Уго — Анна Мария Бурбон-Пармская (род. в 1932), но по причине плохого здоровья и неимения достаточных прав, отказалась от титула Герцогини Бурбон-Пармской, огласив о других наследниках (их список пока неизвестен).